# فيكتوريا فريدريك
فيكتوريا فريدريك (بالإنجليزية: Victoria Frederick)‏ هي لاعبة كرة قدم أمريكية، ولدت في 23 يونيو 1989 في هنتسفيل في الولايات المتحدة. لعبت مع سياتل رين.

## وصلات خارجية
- فيكتوريا فريدريك على موقع قاعدة بيانات كرة القدم.إي يو (الإنجليزية)
- فيكتوريا فريدريك على موقع Soccerway.com (الإنجليزية)